# San Pablo (Cile)
San Pablo è un comune del Cile della provincia di Osorno nella Regione di Los Lagos. Al censimento del 2002 possedeva una popolazione di 10.162 abitanti.

## Società

### Evoluzione demografica
| Censimento del 1992 | Censimento del 2002 |
| 11.178 ab.          | 10.162 ab.          |